# Serbie au Concours Eurovision de la chanson 2024
La Serbie est l'un des trente-sept pays participant au Concours Eurovision de la chanson 2024, qui se tient du 7 au 11 mai 2024 à Malmö en Suède. Le pays est représenté par Teya Dora, avec sa chanson Ramonda. Le pays termine en 17e position lors de la finale avec 54 points.

## Sélection
Le pays confirme sa participation au Concours le 13 mai 2023, et confirme par la même occasion la tenue d'une sélection nationale télévisée pour sélectionner son représentant et sa chanson. Il est plus tard confirmé que cette sélection serait la troisième édition de Pesma za Evroviziju, utilisée par la RTS comme sélection pour l'Eurovision depuis 2022.

### Format
Le format est le même que les deux éditions précédentes: vingt-huit chansons participent à la sélection, réparties en deux demi-finales de quatorze chansons chacune. À l'issue de chaque demi-finale, huit chansons se qualifient pour la finale, qui voit ainsi les seize artistes qualifiés concourir.

Les résultats de chaque show sont déterminés à parts égales par un jury de cinq professionnels et par les votes du public.

Les trois shows sont présentés par Dragana Kosjerina et Slaven Došlo, avec Kristina Radenković et Stefan Popović en tant que co-animateurs en green room.
L'émission est diffusée sur les chaînes RTS1, RTS Planeta et RTS Svet, ainsi que sur le site officiel du diffuseur, rts.rs et, pour la finale, sur la chaîne YouTube du Concours Eurovision de la chanson.

### Participants
Les candidatures ont pu être envoyées du 1er août au 10 novembre 2023, à la suite d'un rallongement de la période, initialement prévue pour se terminer le 1er novembre. La liste des participants est révélée par la RTS le 21 décembre 2023; les chansons quant à elles sortent le 25 janvier 2024,.
| Artiste                    | Titre           | Langue         | Paroles & musique                                    |
| -------------------------- | --------------- | -------------- | ---------------------------------------------------- |
| Bojana & David             | No no no        | Serbe          | Boris Subotić, Violeta Mihajlovska                   |
| Breskvica                  | Gnezdo orlovo   | Serbe          | Ivan Đurđević, Miloš Stojković, Relja Putniković     |
| Chai                       | Sama            | Serbe          | Aleksandar Ilić, Ahmed Hajdarović, Teodora Vlahović  |
| Džordži                    | Luna park       | Serbe          | Pavle Subotić, Slavko Milovanović                    |
| Dušan Kurtić               | Zbog tebe živim | Serbe, anglais | Dušan Kurtić, Ivan Kurtić                            |
| Durlanski                  | Muzika          | Serbe          | Aleksandar Ilić, Dušan Anisimov, Ahmed Hajdarović    |
| Filarri                    | Ko je ta žena?  | Serbe          | Andrijano Kadović, Nikola Kirćanski                  |
| Filip Baloš                | Duga je noć     | Serbe          | Filip Baloš, Ivana Lukić                             |
| Hydrogen                   | Nemoguća misija | Serbe          | Hydrogen                                             |
| Hristina                   | Bedem           | Serbe          | Hristina Vuković                                     |
| Iva Lorens                 | Dom             | Serbe          | Andrija Gavrilović, Iva Mišović                      |
| Ivana Vladović             | Jaka            | Serbe          | Milan Stanković                                      |
| Kat Dosa                   | Tajni začin     | Serbe          | Bojana Vunturišević, Slobodan Veljković              |
| Kavala                     | Vavilon         | Serbe          | Boris Krstajić, Jana Rančić                          |
| Keni Nije Mrtav            | Dijamanti       | Serbe          | Mateja Đokić, Matija Pešić, Sava Tomić               |
| Konstrakta                 | Novo, bolje     | Serbe          | Ana Đurić, Jovan Antić, Milovan Bošković             |
| Lena Kovačević             | Zovi me Lena    | Serbe          | Darko Dimitrov, Robert Bilbilov, Vladimir Danilović  |
| Marko Mandić               | Dno             | Serbe          | Marko Mandić, Nemanja Filipović                      |
| Martina Vrbos              | Da me voliš     | Croate         | Martina Vrbos                                        |
| Milan Bujaković            | Moje tvoje      | Serbe          | Lionel Lombard, Maya Sar, Petar Pupić                |
| M.IRA                      | Percepcija      | Serbe, anglais | Lazar Belić, Mira Maletković                         |
| Nadia                      | Sudari          | Serbe, anglais | Kosta Pantelić, Nađa Terzić, Nikola Denčić           |
| Nemanja Radošević          | Jutra bez tebe  | Serbe          | Saša Milošević Mare                                  |
| Saša Báša & Virtual Ritual | Elektroljubav   | Serbe          | Aleksa Stanković, Petar Milošević, Saša Báša         |
| Teya Dora                  | Ramonda         | Serbe          | Andrijano Kadović, Luka Jovanović, Teodora Pavlovska |
| Yanx                       | Kolo            | Serbe          | Mikos Mikeli, Saška Janković                         |
| Zejna                      | Najbolja        | Serbe          | Marko Drežnjak, Zvonimir Đukić                       |
| Zorja                      | Lik u ogledalu  | Serbe          | Lazar Pajić, Vladan Maksimović, Zorja Pajić          |

1. 1 2  Contient des mots et des phrases en anglais.

### Demi-finales
Les demi-finales sont diffusées le mardi 27 et le jeudi 29 février 2024. Quatorze chansons prennent part à chacune, dont huit se qualifient.
- Qualifié pour la finale

| Ordre | Artiste                    | Titre          | Score      | Score      | Score          | Score          | Score | Place |
| Ordre | Artiste                    | Titre          | Jury (50%) | Jury (50%) | Télévote (50%) | Télévote (50%) | Total | Place |
| Ordre | Artiste                    | Titre          | Votes      | Points     | Votes          | Points         | Total | Place |
| ----- | -------------------------- | -------------- | ---------- | ---------- | -------------- | -------------- | ----- | ----- |
| 1     | Marko Mandić               | Dno            | 31         | 6          | 722            | 0              | 6     | 8     |
| 2     | M.IRA                      | Percepcija     | 10         | 3          | 1 786          | 6              | 9     | 6     |
| 3     | Bojana & David             | No no no       | 21         | 4          | 5 492          | 10             | 14    | 3     |
| 4     | Lena Kovačević             | Zovi me Lena   | 36         | 7          | 1 427          | 3              | 10    | 5     |
| 5     | Saša Báša & Virtual Ritual | Elektroljubav  | 7          | 1          | 972            | 1              | 2     | 12    |
| 6     | Martina Vrbos              | Da me voliš    | 5          | 0          | 516            | 0              | 0     | 13    |
| 7     | Filarri                    | Ko je ta žena? | 4          | 0          | 1 707          | 5              | 5     | 9     |
| 8     | Breskvica                  | Gnezdo orlovo  | 58         | 12         | 18 878         | 12             | 24    | 1     |
| 9     | Hristina                   | Bedem          | 40         | 8          | 1 532          | 4              | 12    | 4     |
| 10    | Ivana Vladović             | Jaka           | 21         | 5          | 809            | 0              | 5     | 10    |
| 11    | Chai                       | Sama           | 3          | 0          | 1 053          | 2              | 2     | 11    |
| 12    | Zorja                      | Lik u ogledalu | 45         | 10         | 3 360          | 8              | 18    | 2     |
| 13    | Kavala                     | Vavilon        | 0          | 0          |                | 0              | 0     | 14    |
| 14    | Keni nije mrtav            | Dijamanti      | 7          | 2          | 2 573          | 7              | 9     | 7     |

| Ordre | Artiste           | Titre           | Score      | Score      | Score          | Score          | Score | Place |
| Ordre | Artiste           | Titre           | Jury (50%) | Jury (50%) | Télévote (50%) | Télévote (50%) | Total | Place |
| Ordre | Artiste           | Titre           | Votes      | Points     | Votes          | Points         | Total | Place |
| ----- | ----------------- | --------------- | ---------- | ---------- | -------------- | -------------- | ----- | ----- |
| 1     | Nadia             | Sudari          | 13         | 3          | 815            | 0              | 3     | 12    |
| 2     | Hydrogen          | Nemoguća misija | 7          | 0          | 1 511          | 4              | 4     | 9     |
| 3     | Iva Lorens        | Dom             | 0          | 0          | 2 122          | 7              | 7     | 5     |
| 4     | Zejna             | Najbolja        | 36         | 8          | 1 632          | 6              | 14    | 3     |
| 5     | Filip Baloš       | Duga je noć     | 10         | 1          | 1 482          | 3              | 4     | 10    |
| 6     | Nemanja Radošević | Jutra bez tebe  | 11         | 2          | 1 602          | 5              | 7     | 6     |
| 7     | Yanx              | Kolo            | 19         | 4          | 798            | 0              | 4     | 11    |
| 8     | Kat Dosa          | Tajni začin     | 0          | 0          | 1 461          | 2              | 2     | 13    |
| 9     | Džordži           | Luna park       | 28         | 5          | 3 278          | 8              | 13    | 4     |
| 10    | Dušan Kurtić      | Zbog tebe živim | 36         | 7          | 951            | 0              | 7     | 7     |
| 11    | Teya Dora         | Ramonda         | 60         | 12         | 6 230          | 12             | 24    | 1     |
| 12    | Konstrakta        | Novo, bolje     | 41         | 10         | 5 997          | 10             | 20    | 2     |
| 13    | Milan Bujaković   | Moje tvoje      | 29         | 6          | 570            | 0              | 6     | 8     |
| 14    | Durlanski         | Muzika          | 0          | 0          | 1 216          | 1              | 1     | 14    |

#### Finale
La finale est diffusée le samedi 2 mars 2024.
- Première place
- Deuxième place
- Troisième place
- Dernière place

| Ordre | Artiste           | Titre           | Score      | Score      | Score          | Score          | Score | Place |
| Ordre | Artiste           | Titre           | Jury (50%) | Jury (50%) | Télévote (50%) | Télévote (50%) | Total | Place |
| Ordre | Artiste           | Titre           | Votes      | Points     | Votes          | Points         | Total | Place |
| ----- | ----------------- | --------------- | ---------- | ---------- | -------------- | -------------- | ----- | ----- |
| 1     | Iva Lorens        | Dom             | 10         | 2          | 1 554          | 0              | 2     | 12    |
| 2     | Džordži           | Luna park       | 8          | 1          | 5 085          | 5              | 6     | 8     |
| 3     | Breskvica         | Gnezdo orlovo   | 28         | 5          | 45 160         | 12             | 17    | 2     |
| 4     | Teya Dora         | Ramonda         | 44         | 12         | 28 114         | 10             | 22    | 1     |
| 5     | Hristina          | Bedem           | 12         | 3          | 1 092          | 0              | 3     | 10    |
| 6     | Marko Mandić      | Dno             | 7          | 0          | 1 030          | 0              | 0     | 15    |
| 7     | M.IRA             | Percepcija      | 3          | 0          | 1 678          | 1              | 1     | 13    |
| 8     | Nemanja Radošević | Jutra bez tebe  | 4          | 0          | 1 630          | 0              | 0     | 14    |
| 9     | Milan Bujaković   | Moje tvoje      | 0          | 0          | 414            | 0              | 0     | 16    |
| 10    | Keni nije mrtav   | Dijamanti       | 7          | 0          | 2 518          | 2              | 2     | 11    |
| 11    | Zorja             | Lik u ogledalu  | 42         | 10         | 10 532         | 7              | 17    | 3     |
| 12    | Zejna             | Najbolja        | 31         | 7          | 3 627          | 4              | 11    | 5     |
| 13    | Konstrakta        | Novo, bolje     | 34         | 8          | 19 537         | 8              | 16    | 4     |
| 14    | Bojana & David    | No no no        | 3          | 0          | 8 773          | 6              | 6     | 7     |
| 15    | Lena Kovačević    | Zovi me Lena    | 29         | 6          | 1 676          | 0              | 6     | 9     |
| 16    | Dušan Kurtić      | Zbog tebe živim | 28         | 4          | 2 834          | 3              | 7     | 6     |

C'est donc sur la victoire de Teya Dora, avec la chanson Ramonda, que s'achève la troisième édition de Pesma za Evroviziju.

## À l'Eurovision
À l'Eurovision, la Serbie participe à la première demi-finale le 7 mai 2024. Y terminant 10e avec 47 points, le pays se qualifie en finale, où il termine 17e avec 54 points.